# Regió
|  | Per a altres significats, vegeu «regió (anatomia)». |

Una regió és un territori que pot ser definit per diferents característiques geogràfiques físiques (clima, topografia), humanes (economia, història) o funcionals (demografia, administració).
Inicialment en llatí, regio, era un terme administratiu de la metròpoli romana en contraposició a les províncies, provinciae, com a territoris conquerits. De la mateixa etimologia és el terme regne. Posteriorment s'ha adoptat com a delimitació geogràfica que pot variar en extensió des de la mida continental (regions biològiques, climàtiques) fins a la mida local (regions geològiques, comarques naturals). Però les regions més estudiades, en la geografia regional, són de mida intermèdia: regions naturals, regions geogràfiques.

## Regió natural
L'escola geogràfica alemanya del segle xix, iniciada per Alexander von Humboldt, va definir les regions naturals o regions fisiogràfiques basant-se en les possibilitats que oferia el medi natural per determinar un mode de vida a l'home. En el camp de la geologia es defineixen regions a partir de les dorsals orogràfiques i les conques hidrogràfiques. A Catalunya es distingeixen tres depressions: litoral, prelitoral i central. Les illes Balears són una regió natural definida per la seva insularitat. A mesura que s'incorporen altres conceptes (clima, botànica, zoologia...), la regió natural va adquirint més complexitat, com ara l'ecoregió.

## Regió geogràfica
Escola geogràfica francesa de Paul Vidal de la Blache, de començament del segle xx, defineix la regió geogràfica considerant l'home com a part de la natura i com a agent determinant del paisatge. Es va passar a definir la regió geogràfica com a síntesi de la regió natural i la humana, afegint elements culturals i històrics.
Segons la branca analitzada es pot desglossar en regions biogeogràfiques, sociològiques, demogràfiques, econòmiques, paisatgístiques, vinícoles, etc. L'escola, però, es circumscrivia a les regions administratives dividint les grans regions en estats, o dividint l'estat en regions mitjanes. Una regió geogràfica, o econòmica, presenta una extensió molt diferenciada entre l'Europa occidental, diversificada humanament, i altres països desenvolupats més extensos i més homogeneïtzats. A Europa es pot distingir la regió antropogeogràfica, de desenes o milers de km² (per exemple, Catalunya), i la regió geogràfica petita, de centenars de km² (una comarca, o en francès pays).

## Regió metropolitana
L'escola geogràfica anglosaxona ha sigut crítica amb la regió geogràfica i ha insistit més en les regions nuclears polaritzades. El cas més nuclear són les regions metropolitanes com a agrupació de ciutats sota l'hegemonia d'una ciutat que actua com a pol d'atracció. Aquestes regions metropolitanes actuen alhora com a nucli polaritzador de regions més extenses, com l'àrea metropolitana de Barcelona respecte a Catalunya. Acaben sent regions planificades amb algun tipus de funció administrativa. Els espais perifèrics, entre dos espais nuclears, no són adscrivibles a cap regió.

## Regió administrativa

Regions de Catalunya, 1936

El nom de regió ha estat adoptat per l'administració de diferents estats amb valor polític (regions d'Itàlia), administratiu (regió francesa) o merament estadístic (regions o perifèries de Grècia). També es poden incloure les regions eclesiàstiques o les regions militars.
Les comunitats autònomes són una regionalització d'Espanya, de fet una d'elles s'anomena Regió de Múrcia. Altres estats que usen el terme regió com a subdivisió administrativa són: Bèlgica, Costa d'Ivori, Dinamarca, Etiòpia, França, Ghana, Hongria, Itàlia, Nova Zelanda, Perú, República del Congo, Xile.
Catalunya es va dividir en nou regions, o vegueries, en la divisió territorial del 1936. El Quebec, una província canadenca, està dividit en "regions administratives". Anglaterra, país constituent del Regne Unit, està dividit en nou regions amb funció de coordinació dels comtats.

## Regió històrica
El camp de la geografia històrica estudia les regions històriques, o bé tal com eren en el seu moment històric o bé com han evolucionat al llarg del temps. Les regions tradicionals o històriques, encara que no tinguin un reconeixement administratiu, solen mantenir una identitat i un sentiment de pertinença.
A l'estat espanyol, des de la divisió provincial del 1833, s'han mantingut les regions històriques, mancades totalment d'entitat administrativa, però que han constituït la base territorial de reclamacions històriques d'autogovern.

## Regió climàtica
Des del punt de vista del clima es consideren regions les zones que comparteixen les mateixes condicions climàtiques. En el sentit ample aquestes zones poden ser de gran extensió, com per exemple l'Europa mediterrània o l'Àsia monsònica. El terme regió climàtica, però, també pot ser utilitzat en referència a zones climàtiques més menudes dins d'un mateix país, com la Catalunya humida.

## Macroregió

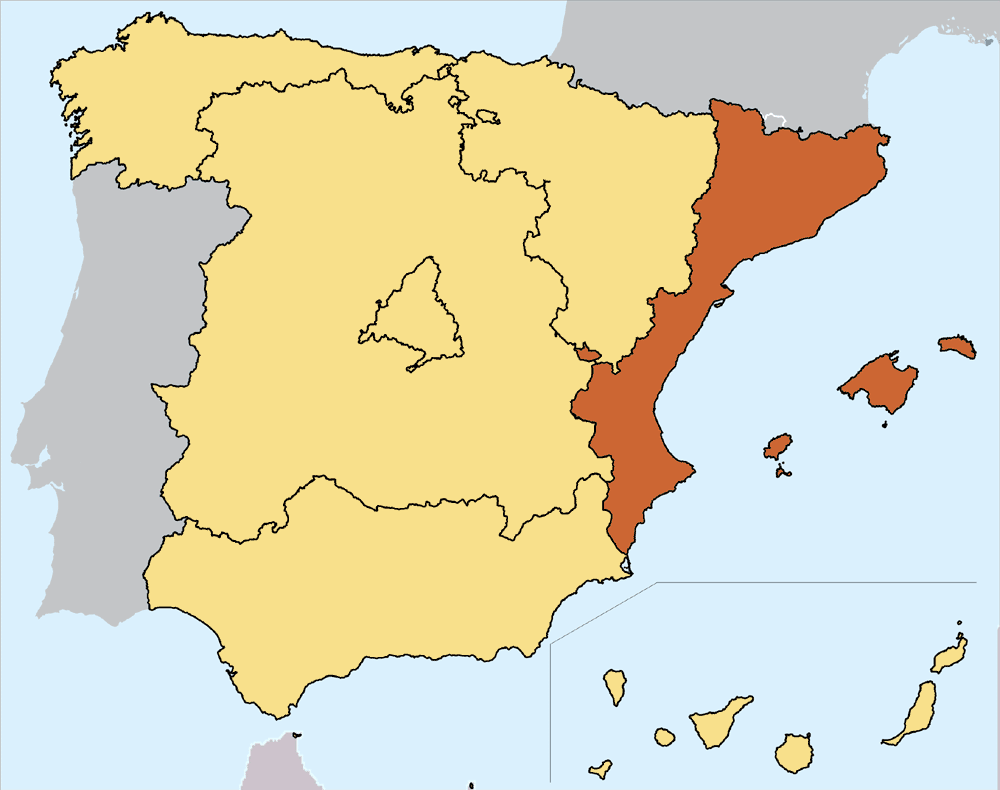
NUTS ES5

En l'àmbit polític hi ha macroregions supraestatals o interestatals. Un exemple és l'Àfrica subsahariana.
A efectes estadístics, les Nacions Unides ha definit regions macrogeogràfiques i subregions (Europa meridional, Àsia central, Amèrica septentrional, Polinèsia…) Per altra banda, s'han definit vint-i-dues divisions lingüístico-geogràfiques. L'àrea catalanoparlant és a la divisió romano-hel·lènica.
A la Unió Europea es consideren per una banda les euroregions com àrees de cooperació interestatal i, per altra banda, les NUTS subestatals com àrees a efectes estadístics. Per exemple, la regió NUTS ES5, de nivell 1, inclou Catalunya, Illes Balears i País Valencià; l'euroregió Pirineus Mediterrània inclou cinc regions NUTS II: Catalunya, Illes Balears, Llenguadoc-Rosselló, Aragó i Migdia-Pirineus. A efectes polítics existeix el Comitè de les Regions, i tenen un tractament específic les regions ultraperifèriques.